# Indigirka
Indigirka (rusko: Индиги́рка; jakutsko Индигиир, latinizirano: Indigiir) je reka v Jakutiji na ruskem Daljnem vzhodu, ena najpomembnejših rek v severovzhodni Sibiriji, ki teče od sotočja rek Hastah in Tarin-Urah v dolžini 1726 km proti severu do izliva v Vzhodnosibirsko morje.
Zaradi odročnosti in mraza je dolina Indigirke redko poseljena ter pretežno nedotaknjena. Gospodarstvo temelji na izkoriščanju krzna in gozdarstvu, v zgornjem toku pa deluje tudi nekaj rudnikov zlata. Ob zgornjem toku Indigirke stoji mesto Ojmjakon, ki velja za najhladnejši stalno naseljeni kraj na svetu, tam je povprečna temperatura pozimi -50 ºC, leta 1924 pa so izmerili rekordnih -71,2 ºC.

## Geografija
Povirne vode nabira v Verhojanskem gorovju in teče v zgornjem toku čez Ojmjakonsko višavje, nakar preseka Čersko gorovje ter se izlije v prostrano nižavje severne Sibirije. Zgornji tok zaznamujejo številne brzice in soteske, polne balvanov, ob sotočju s pritokom Moma v Momo-Selenski depresiji pa se nekoliko razširi. Nato teče mimo zahodnih obronkov Momskega gorovja in vstopi v močvirnato ravnico, posejano z jezeri, kjer tvori obširne meandre. V spodnjem toku po obalni ravnici tvori tudi več globokih, ravnih odsekov, kjer doseže 350-500 m širine. 130 km pred izlivom se začne obsežna, 5500 km² velika delta, v kateri se razdeli na številne krake, glavni med katerimi so Ruskoustinskaja, Srednjaja in Kolimskaja.
Indigirka je plovna od izliva gorvodno do sotočja z Momo v dolžini 1050 km, vendar samo od junija do septembra, preostali del leta je zamrznjena, na nekaterih delih v celoti, tako da se pretok skoraj ustavi. Pozimi so značilne večmetrske plasti kristaliziranega ledu, spomladi pa so pogoste poplave zaradi taljenja ledu.
Kljub mrazu in poledenitvam je spodnji tok bogat z ribami, tundra na skrajnem severu pa je pomembno gnezdišče ptic selivk. Na območju delte je vzpostavljen Narodni park Kitalik za zaščito gnezdišč vzhodne populacije ogroženega sibirskega žerjava.